# Abraham Weiter
Abraham Weiter właściwie Ajzik Mejer Deweniszski (ur. 1878 w Bieniakoniach, zm. 1919 w Wilnie) – pisarz, dramaturg, publicysta, piszący w języku jidysz. 

## Życiorys
Ajzik Mejer Deweniszski urodził się w 1878 roku w Bieniakoniach. Jego rodzina prowadziła gospodę. Dziadek, który go wychowywał zapewnił mu tradycyjną żydowską edukację. Po ukończeniu 13 lat, został wysłany na naukę do rabina w Solecznikach, Smorgoniach. Zapoznał się także z Haskalą, literaturą oświecenia żydowskiego, a w późniejszych latach studiował literaturę polską i rosyjską, a także prace radykalistów i rewolucjonistów. Pod koniec XIX w. Deweniszski postanowił przyłączyć się do Bundu. Działał w Kownie i Mińsku pod pseudonimem „Towarzysz Aron”. Był więziony w 1899 roku i w latach 1902–1904.
W 1898 roku zadebiutował jako literat. Jego twórczość naznaczona była ideologią Bundu. Brał udział w rewolucji 1905 roku. Pisał do lokalnej rosyjskiej prasy. W Wilnie odgrywał w ruchu rewolucyjnym jedną z kluczowych ról. Otrzymał przydomek „wileński gubernator”. Pisał do „Siewiero-Zapadnego Słowa” (potem „Siewiero-Zapadnyj Gołos”). Po rewolucji znowu włączył się w działalność Bundu; dużo publikował w prasie. Swoje teksty podpisywał pseudonimem A. Weiter (Wajter). We współpracy ze Szmuelem Nigerem i Szemarjahu Gorelikiem wydawał pionierski dziennik „Literarisze Monatszriftn” (jid. Miesięcznik Literacki). W 1908 r. napisał manifest, w którym domagał się odrodzenia kultury żydowskiej i powrotu inteligencji żydowskiej do życia kulturalnego. Weiter zaczął również pisać sztuki teatralne. Jedna z nich, zatytułowana Der sztumer (jid. Niemowa; 1912), była często wystawiana, głównie przez amatorskie grupy teatralne. Sztuki i opowiadania Weitera poruszały temat rozczarowania intelektualistów żydowskich próbujących wrócić do tradycyjnego jidyszkajt. Weiter interesował się współczesnym teatrem żydowskim, o czym pisał w swoich esejach krytycznych, jak i w pracy organizacyjnej z I. L. Perecem i innym autorami. W latach 1909–1911 pracował w redakcji „Der frajnd”, gdzie opublikował między innymi pierwsza recenzję debiutu literackiego Dowida Bergelsona. W 1911 r. został kierownikiem wydawnictwa B. Kleckina w Wilnie, które uchodziło za najlepsze wydawnictwo żydowskie w Europie Wschodniej.
W 1912 r. Weiter został zesłany na Syberię. Po trzech latach, w powrócił do Petersburga, podjął pracę, a rok później wrócił do Wilna. Zaangażował się w działalność kulturalną, założył z Nigerem tygodnik „Di Woch”, ukazały się 4 numery.
Kiedy w kwietniu 1919 roku Polacy wkroczyli do Wilna, legioniści urządzili pogrom ludności żydowskiej. Rozstrzelali Weitera, pomyłkowo biorąc go za bolszewika. 
Krótko po śmierci autora Szmuel Niger i Zalman Rajzen wydali Wajter-bukh: Cum ondenk fun Wajter (jid. Księga Wajtera: Ku pamięci Weitera; 1920). W 1923 r. opublikowano Ksowim (jid. Pisma), które zostały poprzedzone obszernym wstępem A. I. Goldshmidta – najważniejszym źródłem informacji o życiu i twórczości Weitera. Trzy sztuki Weitera opublikowano w oddzielnych wydaniach.

## Twórczość
- Fartog (Świt, 1907)
- In fajer (W ogniu, 1910)
- Der sztumer (Milczący, 1912)[3]

Dzieła zebrane ukazały się w 1923 roku.